# Абу Салім Ібрагім
Абу Салім Ібрагім ібн Алі (араб. أبو سالم إبراهيم بن علي; нар. 1335 — 1361) — 12-й маринідський султан Марокко в 1359—1361 роках. Відомий також як Абу Салем Алі.

## Життєпис
Походив з династії Маринідів. Син султана Абу'л Гасан Алі I. Народився 1336 року в Фесі. 1348 року після захоплення його братом Абу Інан Фарісом трону було заслано до Гранади, де залишався до 1358 року.
У 1359 році в горах Гомари підняв повстання проти султана Абу Бакра II, за якого фактично керували візири. Протягом зайняв міста Сеуту, Танжер, Арзілу і Джабаль аль-Фатх. Дістав підтримку Хафсидів. Проти нього виступив візир Мансур ібн Сулейман, але Ібрагім завдав тому поразки. Також встановив таємні зносини з візиром Гасаном ібн Умаром аль-фудуді, що допоміг повалити султана Абу Бакра II.
Невдовзі султан Абу Салім Ібрагім надав прихисток поваленому гранадському еміру Мухаммаду V. 1360 року прихистив його візира Ібн аль-Хатіба. Натомість домовився з новим гранадським еміром Мухаммадом VI щодо недопущення Мухаммада V на Піренейський півострів. Того ж року призначив візира Гасана ібн Умара аль-Фудуді намісником Марракеш. Той зрештою невдоволений своїм становищем повстав, проте війська султана завдали ворохобникові поразки, схопили його і стратили.
Разом з тим вирішив знову підкорити Тлемсен, який під час боротьби Ібрагіма з Абу Бакром II захопили Хафсиди, де відновили в Тлемсені династію Заянідів на чолі із Абу Хамму II. 1360 року султан Ібрагім у союзі з Кастилією рушив на Тлемсен. Проти них виступив арагонський флот, але зазнав поразки. Зрештою маринідське військо захопило Тлемсен. Але невдовзі Абу Хамму II розпочав партизанську боротьбу, змусивши Абу Салім Ібрагіма відступити на початку 1361 року.
По поверненню до Марокко султан вирішив перенести столицю до Старого Фесу. Водночас призначив Умара ібн Абдалли аль-Ябані, на посаду візира. Той у вересні 1361 року влаштував змову проти Абу Салім Ібрагіма, який намагався втекти, але був схоплений й страчений. Новим султаном Умар ібн Абдалал поставив брата загиблого — Ташфіна.